# Cryptochloris zyli
Cryptochloris zyli é uma espécie de mamífero da família Chrysochloridae. É endêmica da África do Sul, onde era conhecida apenas pela localização-tipo: Compagnies Drift, 16 quilômetros de Lamberts Bay, na província do Cabo Setentrional. Outro espécimen foi coletado em Groenriviermond, cerca de 150 quilômetros norte ao longo da costa de Namaqualândia em novembro de 2003.